# PlayStation: The Official Magazine
PlayStation: The Official Magazine (también conocida por sus siglas, PTOM, y anteriormente como PlayStation Magazine, PSM) es una revista mensual de videojuegos que informa sobre noticias, reportajes y entrevistas relacionadas con las videoconsolas de Sony PlayStation, PlayStation Portable, PlayStation 2 y PlayStation 3. Tras cancelarse la publicación de Official U.S. PlayStation Magazine en 2007, Sony Computer Entertainment anunció en octubre de ese mismo año que PTOM sería su sucesora. La revista cuenta con trece números anuales publicados por Future Publishing.